# Zoe Beloff
Zoe Beloff (née en 1958) est une artiste résidant à New York qui travaille principalement l’installation, le cinéma et le dessin.

## Biographie
Zoe Beloff a été élevée à Édimbourg, en Écosse. En 1980 elle déménage à New York et obtient sort quelques années plus tard diplômée de l'Université Columbia. Une de ses premières œuvres, datant de 1986 est un court-métrage de 1986 intitulé Nightmare Angel filmé en collaboration avec Susan Emerling, inspiré du roman Crash ! de J.C.Ballard.
Le travail de Zoe Beloff est très lié à l'histoire, et elle est souvent considérée comme s'inscrivant dans le champ de l'archéologie des médias. Ses œuvres explorent généralement le passé, mêlant nouvelles et anciennes technologies, des concepts et des matériaux au sein d'histoires confondant fiction et réalité. Elle s'intéresse particulièrement à l'histoire de la psychanalyse et du paranormal. Dans les années 1990, elle créé la web série Beyond, jouant avec les interactions possibles entre esprit, technologie, langage, paranormal, électromagnétisme et désir. Un de ses projets les plus coûteux est une série de travaux réalisés autour d'une société imaginaire nommée la Coney Island Amateur Psychoanalytic Society et de son « fondateur », Albert Grass, exposée au Viktor Wynd (en) Fine Art Inc. à Londres en 2010.
Parmi les collaborateurs de Zoe Beloff se trouvent John Cale (qui joue dans son film de 1989, Wonderland USA), le Wooster Group, notamment l'actrice Kate Valk, et le penseur Norman M.Klein. En 1996, le Wooster Group commande à Beloff le développement d'un CD-ROM inspiré par leur œuvre théâtrale House/Lights (projet lui-même dérivé de Doctor Faustus Lights the Lights de Gertrude Stein). L'œuvre réalisée par Beloff s'intitule Where Where There There Where, un CD-ROM interactif où le spectateur se déplace dans un ensemble de panoramas QuickTime VR que l'artiste décrit comme une représentation visuelle de la transition de la mécanique industrielle du XIXe siècle vers l'architecture informatique du XXe siècle.
En 2012, en réponse au mouvement Occupy Wall Street, Beloff dirige une version de la pièce de théâtre de 1949 Les Jours de la Commune de Bertolt Brecht. En collaboration avec le chef opérateur Eric Muzzy, elle joua une scène de la pièce par jour dans différents lieux fréquentés de New York, comme au Zuccotti Park, un jardin communautaire du East Village, et sur les marches de la New York Public Library.
Zoe Beloff est également l'autrice de plusieurs livres. DREAMLAND: The Coney Island Amateur Psychoanalytic Society and Their Circle (2009) raconte l'histoire de cette société fictive, de la visite (réelle) de Sigmund Freud en 1909 à Coney Island jusque dans les années 1970. Albert Grass: The Adventures of a Dreamer (2010) est un prototype de bande dessinée par le fondateur de la société, Albert Grass. The Somnambulists: A Compendium of Sources (2008) est une anthologie des essais et images qui ont inspiré l'installation vidéo The Somnambulists.
Le travail de Beloff a obtenu une reconnaissance internationale, faisant l'objet d'expositions et de projections au Whitney Museum of American Art à New York, au Museum of Modern Art à New York, au Centre Pompidou à Paris, au Musée d'Art contemporain d'Anvers, au SITE Santa Fe, au Festival international du film de Rotterdam et au FIDMarseille,. Elle participe à la Whitney Biennal en 2002 et à la Biennale d'Athènes en 2009,. Elle enseigne au Departments of Media Studies and Art au Queens College à New York.

## Œuvres

### Films et performances[3]
- The Tramps New World (2021)
- Exile (2018)
- A Model Family in a Model Home (2015)
- Two Marxists in Hollywood (2015)
- Glass House (2015)
- The Days of the Commune (2012)
- Charming Augustine (2005)
- Claire and Don in Slumberland (2002)
- Shadow Land or Light From the Other Side (2000)
- A Mechanical Medium (1999)
- Lost (1995)
- A Trip to the Land of Knowledge (1994)
- Life Underwater (1994)
- Wonderland USA (1989)
- Nightmare Angel (1986)

### Installations[9]
- Emotions Go To Work (2017)
- A World Redrawn (2015)
- The Days of the Commune (2012)
- The Infernal Dream of Mutt and Jeff (2011)
- Dreamland: The Coney Island Amateur Psychoanalytic Society and Their Circle, 1926-1972 (2009)
- The Somnambulists (2007)
- The Ideoplastic Materializations of Eva C. (2004)
- The Influencing Machine of Miss Natalija A. (2001)

### Œuvres interactives[10]
- Where Where There There Where (web série, 1997; CD-ROM interactif, 1998; Version Flash, 2010)
- Beyond (we série, 1995;  CD-ROM interactif, 1997; Version Flash, 2009)
- The Influencing Machine of Miss Natalija A. (2001)